# Uttarakhand
Uttarakhand er en indisk delstat i Vesthimalaya.
Den største by og provisionale hovedstad er Dehradun. Pahari, punjabi og hindi er de vigtigste sprog. Befolkningen er 85% hindu.
Den hellige flod Ganges finder sit udspring i Uttarakhand, og der er pilgrimsfærd til flere steder, deriblandt byen Haridwar.
Området kom under britisk kontrol efter den Britisk-nepalesiske krig af 1814-16. Det blev indlemmet i den store delstat Uttar Pradesh efter Indiens uafhængighed, men langvarende agitation ledte til afsplittelse som delstaten "Uttaranchal". Navnet blev skiftet til det nuværende "Uttarakhand" i 2007.
Turisme er vigtig i den bjergrige provins. Indiens ældste nationalpark, Jim Corbett National Park (1936), findes i Uttarkhand.
30°30′40″N 78°57′14″Ø / 30.5111°N 78.9539°Ø